# Sociedade Matemática de Moscou
A Sociedade Matemática de Moscou (em russo:  Московское математическое общество (MMO)) é uma sociedade de matemáticos de Moscou, destinada ao desenvolvimento da matemática na Rússia.
O primeiro encontro da sociedade ocorreu em 27 de setembro de 1864. Nikolai Brashman foi seu primeiro presidente

## Presidentes
- Nikolai Brashman (1864-1866)
- August Davidov (1866-1886)
- Vasily Jakovlevich Zinger (1886-1891)
- Nikolai Bugaev (1891-1903)
- P. A. Nekrasov (1903-1905)
- Nikolai Zhukovsky (1905-1921)
- Boleslav Mlodzeevskii (1921-1923)
- Dmitri Egorov (1923-1930)
- Ernst Kolman (1930-1932)
- Pavel Alexandrov (1932-1964)
- Andrei Kolmogorov (1964–1966, 1973–1985)
- Israel Gelfand (1966–1970)
- Igor Shafarevich (1970–1973)
- Sergei Novikov (1985-1996)
- Vladimir Arnold (1996-2010)